# Team Sparebanken Sør
Team Sparebanken Sør is een wielerploeg die een Noorse licentie heeft. De ploeg bestaat sinds 2010. Team Sparebanken Sør komt uit in de continentale circuits van de UCI. Kjell Karlsen is de manager van de ploeg.

## Seizoen 2014

### Transfers
| Inkomend                  | Team 2013 | Uitgaand | Team 2014 |
| ------------------------- | --------- | -------- | --------- |
| Kristian Aasvold          | Neo       |          |           |
| Andreas Vangstad          | Neo       |          |           |
| Christian Erwan Kaggestad | Neo       |          |           |

## Seizoen 2013

### Overwinningen in de UCI America Tour
| Datum  | Wedstrijd                                  | Cat.   | Winnaar            |
| ------ | ------------------------------------------ | ------ | ------------------ |
| 9 juni | Coupe des Nations Ville Saguenay, Beloften | 2.Ncup | Sondre Holst Enger |

### Renners
| Naam                     | Geboortedatum    | Nationaliteit | Ploeg 2012 |
| ------------------------ | ---------------- | ------------- | ---------- |
| Lorents Ola Aasvold      | 9 augustus 1988  | Noorwegen     |            |
| Sondre Holst Enger       | 17 december 1993 | Noorwegen     |            |
| Andreas Erland           | 31 augustus 1992 | Noorwegen     |            |
| Amund Grøndahl           | 11 februari 1994 | Noorwegen     | Neo        |
| Jørgen Rydland Hodnebrog | 24 juli 1990     | Noorwegen     |            |
| Bjørn Tore Hoem          | 12 april 1991    | Noorwegen     |            |
| Kristian Johansson       | 23 juni 1994     | Noorwegen     | Neo        |
| Thomas Larsen            | 22 mei 1994      | Noorwegen     | Neo        |
| Sindre Lunke             | 17 april 1993    | Noorwegen     | Neo        |
| Morten Mørland           | 5 december 1986  | Noorwegen     |            |
| Fridtjof Røinås          | 3 augustus 1994  | Noorwegen     | Neo        |
| Petter Schmidt           | 20 december 1994 | Noorwegen     | Neo        |
| Stagiair                 | Stagiair         | Nationaliteit | Ploeg 2012 |
| Andreas Vangstad         | Andreas Vangstad | Noorwegen     | Neo        |